# Orthochirus jalalabadensis
Orthochirus jalalabadensis – gatunek skorpiona z rodziny Buthidae.
Gatunek ten opisany został w 2004 roku przez Františka Kovaříka.
Skorpion o ciele długości zwykle około 33 mm, ale u samic dochodzącym do 42,4 mm. Samice mają żółtawoszare nogogłaszczki, żółte odnóża oraz czarne przedodwłok i zaodwłok z rudobrązowym lub brązowym telsonem. U samców nogogłaszczki i odnóża są jasnożółte, karapaks i piąty segment zaodwłoka czarne lub ciemnobrązowe, a reszta zaodwłoka i przedodwłok żółte. Powierzchnie karapaksu i przedodwłoku, z wyjątkiem rejonu międzyocznego, ma gęsto granulowane. Czwarty i piąty segment zaodwłoka mają spód granulowany, płytko punktowany i pozbawiony środkowego żeberka. Środkowo-grzbietowa część zaodwłoka jest gładka. Na udach nogogłaszczków występują 4 żeberka, a na rzepce i szczypcach brak żeberek. Palce ruchome mają 8–9 rzędów granulek z 2–3 granulkami dystalnymi. Liczba ząbków grzebieni wynosi 16–21 u samic i 20–23 u samców. Pierwsze człony stóp trzech początkowych par odnóży mają grzebyki ze szczecinek, natomiast te czwartej pary są ich pozbawione.
Pajęczak znany tylko z afganistańskiej prowincji Nangarhar.